# Кушинг (Мен)
Кушинг (англ. Cushing) — місто (англ. town) в США, в окрузі Нокс штату Мен. Населення — 1502 особи (2020).

## Демографія
Згідно з переписом 2010 року, у місті мешкали 1534 особи в 642 домогосподарствах у складі 431 родини. Було 926 помешкань
Расовий склад населення:
| - 98,8 % — білих - 0,2 % — корінних американців - 0,1 % — азіатів |

До двох чи більше рас належало 0,8 %. Частка іспаномовних становила 0,6 % від усіх жителів.
За віковим діапазоном населення розподілялося таким чином: 22,9 % — особи молодші 18 років, 59,6 % — особи у віці 18—64 років, 17,5 % — особи у віці 65 років та старші. Медіана віку мешканця становила 44,0 року. На 100 осіб жіночої статі у місті припадало 96,9 чоловіків;  на 100 жінок у віці від 18 років та старших — 98,8 чоловіків також старших 18 років.
Середній дохід на одне домашнє господарство  становив 61 983 долари США (медіана — 54 028), а середній дохід на одну сім'ю — 69 153 долари (медіана — 60 677). Медіана доходів становила 41 932 долари для чоловіків та 30 208 доларів для жінок. За межею бідності перебувало 5,3 % осіб, у тому числі 2,5 % дітей у віці до 18 років та 4,3 % осіб у віці 65 років та старших.
Цивільне працевлаштоване населення становило 693 особи. Основні галузі зайнятості: освіта, охорона здоров'я та соціальна допомога — 21,4 %, сільське господарство, лісництво, риболовля — 18,6 %, роздрібна торгівля — 12,8 %, виробництво — 8,2 %.